# Éparchie de Barych
L'éparchie de Barych (Бары́шская епа́рхия) est une éparchie (diocèse dans le monde orthodoxe) de l'Église orthodoxe russe, regroupant les paroisses et monastères de la partie sud-ouest de l'oblast d'Oulianovsk. Il se trouve dans les limites des raïons de Bazarny Syzgan, de Barych, d'Inza, de Nikolaïevka, de Pavlovka, de Radichtchevo et de Staraïa Koulatka. Ce diocèse est suffragant de la métropolie de Simbirsk. Son siège est à la cathédrale de la Sainte-Trinité de Barych, construite en 1754.

## Histoire
L'éparchie de Barych est érigée le 26 juillet 2012 par une décision du Saint-Synode de l'Église orthodoxe russe, recevant son territoire de l'éparchie de Simbirsk. La métropolie de Simbirsk est formée dans les limites de l'oblast d'Oulianovsk, regroupant les éparchies de Barych, de Melekess et de Simbirsk.

### Ordinaires
- Philarète (Konkov), depuis le 28 octobre 2012

## Doyennés

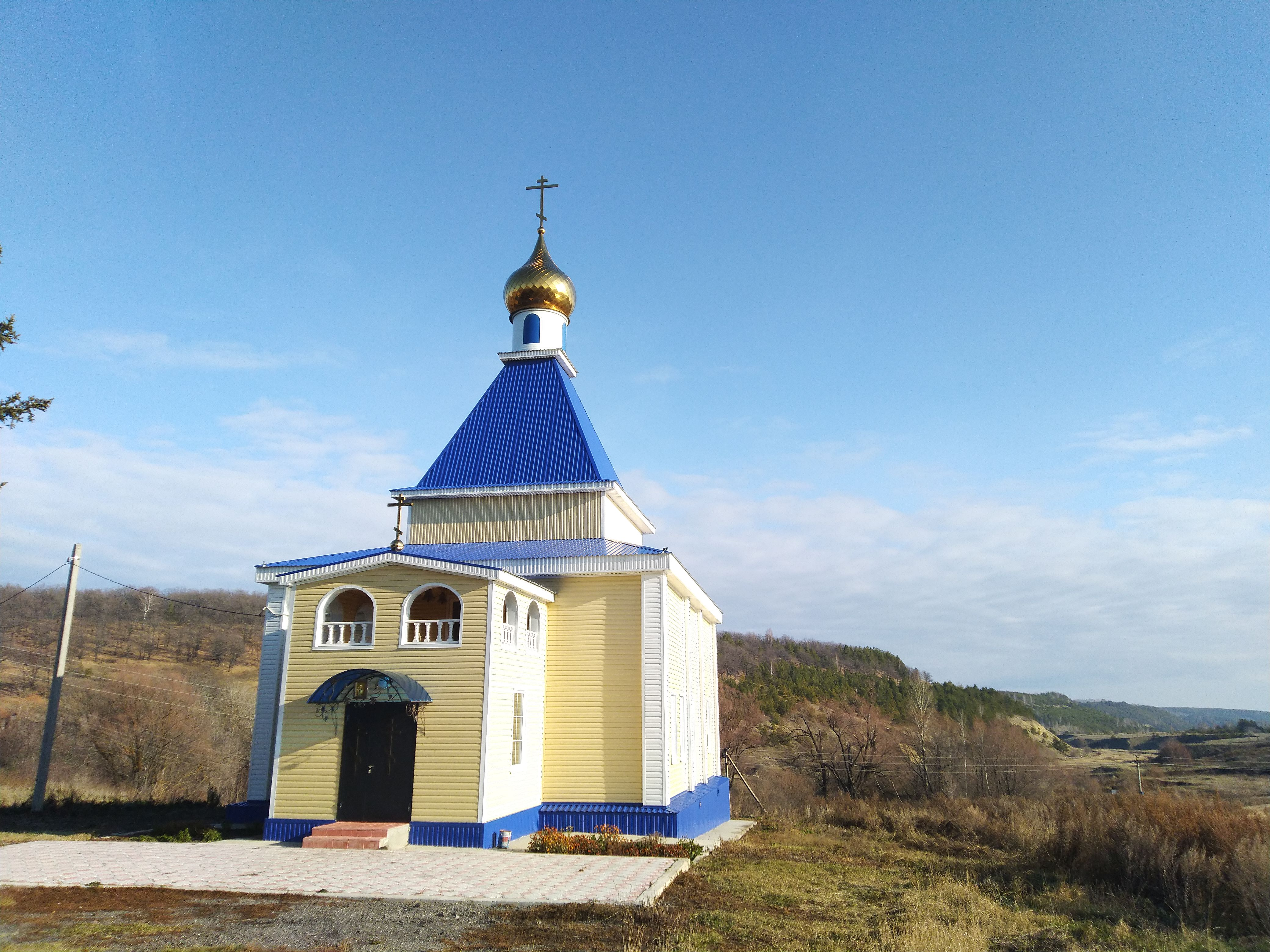
Vue de l'église Sainte-Nina de Ponika (raïon de Nikolaïevka), 3e doyenné.

L'éparchie de Barych est divisée en cinq doyennés (octobre 2022):
- 1er doyenné (raïon de Barych)
- 2е doyenné (raïons de Bazarny Syzgan et d'Inza)
- 3е doyenné (raïon de Nikolaïevka)
- 4е doyenné (raïon de Pavlovka)
- 5е doyenné (raïons de Radichtchevo et de Staraïa Koulatka)

## Monastères
- Monastère Notre-Dame-de-Kazan dans le village de Samorodki du raïon de Barych (moines, rouvert en 1996)